# Haut-Uele
Haut-Uele er en provins i Den Demokratiske Republik Congo. Den er en af de 21 provinser, der blev oprettet ved opdelingen i 2015. Opdelingen af den tidligere provins Orientale førte til oprettelsen af provinserne Haut-Uélé, Bas-Uélé, Ituri og Tshopo. Haut-Uélé blev dannet af Haut-Uélé-distriktet, hvis by Isiro blev hovedstad i den nye provins.

## Administration
De vigtigste byer er Niangara, Dungu, Faradje, Watsa, Rungu, Isiro and Wamba.
Provinsen hovedstad er byen Isiro.
Provinsen er inddelt i seks territorier:
Territories are
- Dungu
- Faradje
- Niangara
- Rungu
- Wamba
- Watsa